# Volské oko

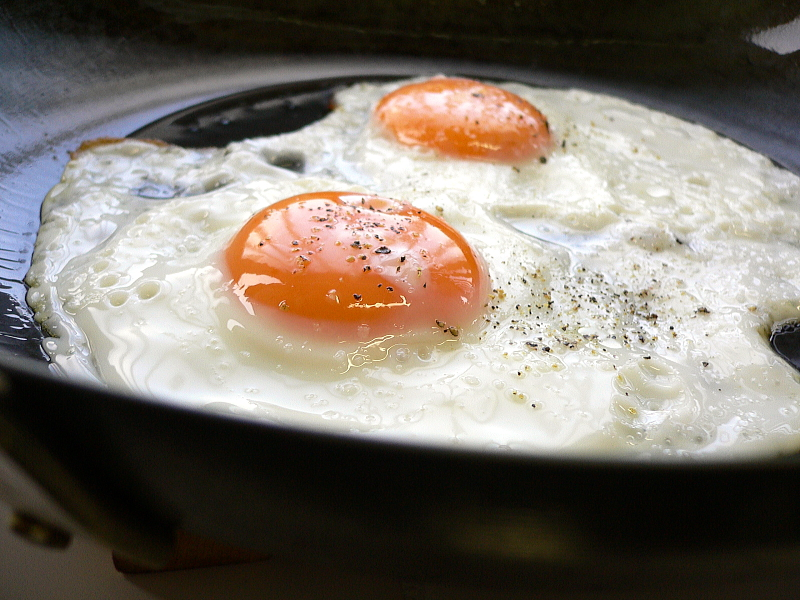
Volské oko smažící se na pánvi

Volské oko (neboli sázené vejce) je pokrm, který se připravuje na pánvi.

## Příprava pokrmu
Volské oko se připravuje na rozpálené pánvi, kde se nejprve rozklepnou připravená vejce, tím způsobem, aby zůstal žloutek i bílek pohromadě. Usmažené volské oko obsahuje obvykle stále tekutý žloutek, ale již ztuhlý bílek. Kořenit lze dle chuti, obvykle pepřem a solí a popřípadě podávat s oblohou nebo slaninou. Volské oko lze smažit i pod pokličkou. Tak se lépe dosáhne toho, že žloutek zůstává stále tekutý, ale bílek nebude syrový. Servírovat je možné například i na chléb s plnotučnou hořčicí nebo s vařenými brambory a cibulkou.